# Cruchten (stacja kolejowa)
Cruchten (luks: Gare Cruchten) – stacja kolejowa w Cruchten, w Luksemburgu. Została otwarta w 1862 roku przez Chemins de fer de l’Est, operatora Société royale grand-ducale des chemins de fer Guillaume-Luxembourg.
Obecnie jest stacją Société Nationale des Chemins de Fer Luxembourgeois (CFL), obsługiwaną przez pociągi Regionalbahn (RB).

## Położenie
Znajduje się na linii 10 Luksemburg – Troisvierges, w km 40,330, na wysokości 220 m n.p.m., pomiędzy stacjami Mersch i Colmar-Berg.

## Linie kolejowe
- 10 Luksemburg – Troisvierges